# فرودگاه پائولو آفونسو
فرودگاه پائولو آفونسو (به انگلیسی: Paulo Afonso Airport) (به زبان بومی: Aeroporto de Paulo Afonso) یک فرودگاه همگانی مسافربری با کد یاتا PAV است که یک باند فرود آسفالت دارد و طول باند آن ۱۸۰۰ متر است. این فرودگاه در کشور برزیل قرار دارد و در ارتفاع ۲۶۹ متری از سطح دریا واقع شده‌است.

## شرکت‌های هواپیمایی و مقصدهای پروازی
| شرکت‌های هواپیمایی     | مقصدهای پروازی               |
| --------------------- | ---------------------------- |
| آزول برزیلین ایرلاینز | دپوتادو لوئیس ادواردو مگاهاس |